# Vaunage

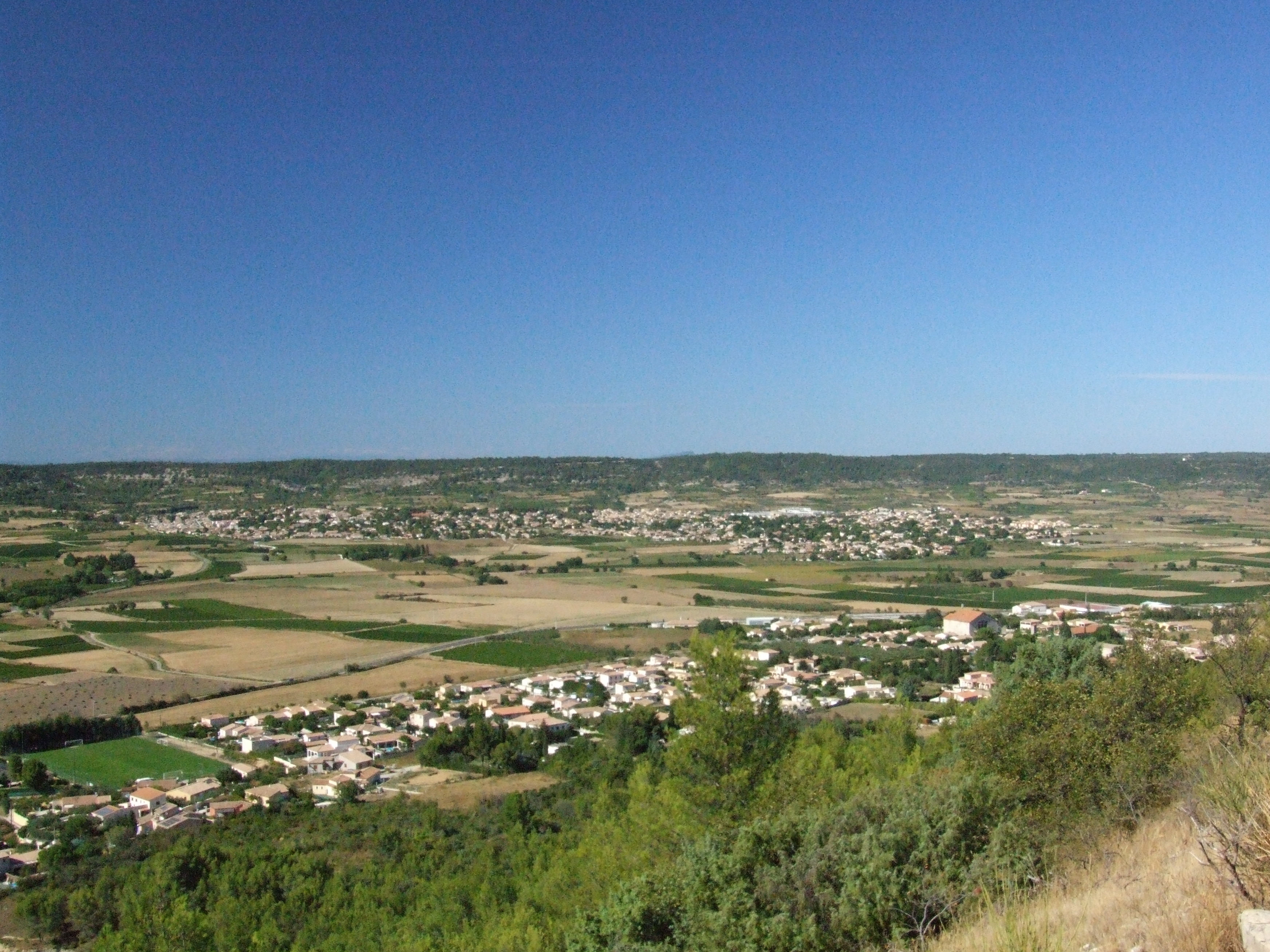
Panorama sur la plaine de la Vaunage

La Vaunage est un espace géographique situé entre les villes de Sommières et de Nîmes, dans le département du Gard et dans la région Languedoc-Roussillon. Il est constitué d'une plaine principale, autour de laquelle s'articulent de nombreuses collines.
Strictement, ses neuf communes sont d'est en ouest : Caveirac, Clarensac, Langlade, Saint-Dionisy, Nages-et-Solorgues, Calvisson (dont dépendent les hameaux de Sinsans et de Bizac), Boissières, Saint-Côme-et-Maruéjols et Congénies. Plus largement, les villages d'Aigues-Vives, de Junas, d'Aujargues, d'Aubais et de Villevieille sont parfois considérés comme appartenant au même espace culturel. Dans certains écrits, est aussi considérée comme faisant partie de la Vaunage la commune de Gallargues-le-Montueux.

## Géographie

### Situation
L'origine du mot Vaunage vient de l'adaptation française de l'occitan Vau Najas qui signifie « Vallée de Nages ». 
La Vaunage est une combe creusée dans le plateau des Garrigues, finissant où coule le Rhôny. Cette dépression, encadrée de collines en amphithéâtre dépassant légèrement par endroits les 200 mètres d'altitude à l'ouest et au nord (point culminant situé sur le plateau de la Liquière à 215 mètres ; point le moins élevé, sortie du Rhôny au Pascalet près de Vergèze, environ 20 mètres) et aux pentes abruptes, est quasiment fermée. Elle ne communique facilement avec l'extérieur que par 4 passages : l'un au nord-est, vers Nîmes, au col  de Caveirac. Le second se trouve au sud, vers Vergèze et la plaine du Vistre, en direction de la mer (ancien chemin « poissonnier » ou « du sel »), par lequel s'échappe le Rhôny. Le troisième à l'ouest, en direction de Sommières, 3 kilomètres après le village de Congénies au niveau de l'ancienne gare de Junas-Aujargues sans oublier une autre « cluse », plus modeste, qui draine le « vallat de Lissac » devenant « rieu d'Aubais » au sud-ouest de Congénies.
Cette situation enclavée d'un point de vue géographique confère à cette microrégion un fort sentiment identitaire.

### Contexte paysager
Le sol est argilo-calcaire et la flore essentiellement de garrigue composée de chêne kermès buissonnant et épineux et epais, de chênes verts ou Yeuse, de pinèdes de pins d'Alep et de pins parasols. C'est aussi une région très viticole, notamment au niveau du terroir du Vieux Langlade (situé sur la commune du même nom), terroir prisé depuis le XVe siècle pour ses vins. Sans oublier la culture de l'olivier très présente.
Aujourd'hui, ce petit pays, idéalement situé entre Nîmes et Montpellier, est soumis à une très forte pression démographique favorisant un urbanisme galopant.
Le début du XXIe siècle voit l'ancienne voie ferrée Nîmes-Sommières qui avait été inaugurée en 1882 et fermée au trafic en 1987 transformée en voie verte.

## Histoire

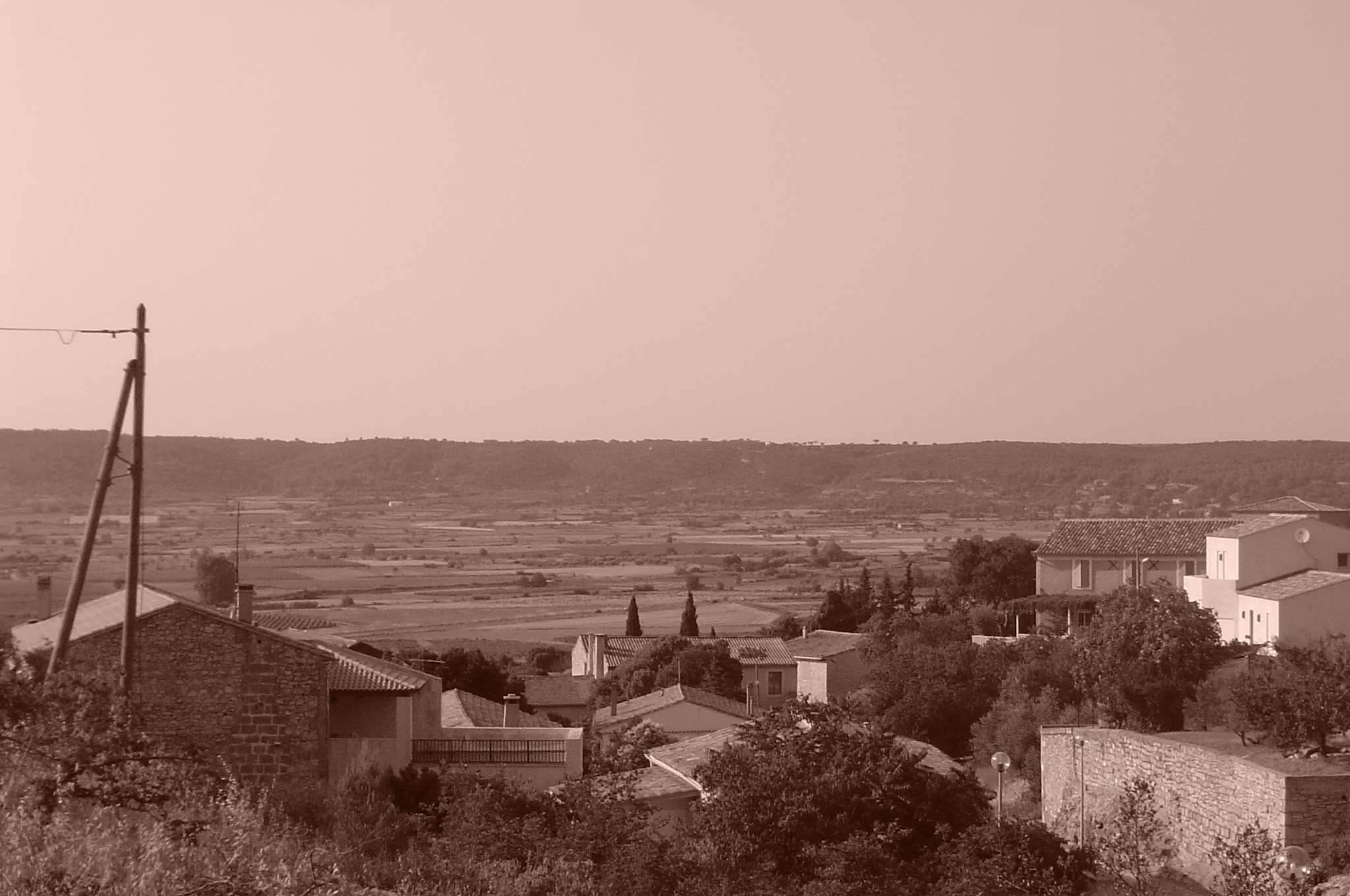
Langlade et la plaine de la Vaunage

Ce petit pays à vocation agricole à l'origine (viticulture et oléiculture) est tellement imprégné d'histoire qu'on a pu dénombrer plusieurs centaines de sites, gisements, établissements archéologiques sur l'ensemble de ses 10 000 hectares.
Cette vallée très fertile est peuplée régulièrement depuis le milieu du Néolithique comme l'atteste le menhir de Congénies datant d'environ 2500 av J.C. 
Sept oppidums connus à ce jour, furent bâtis et occupés du VIIIe siècle av. J.-C. au Ier siècle ap. J.-C., notamment par les Volques :
- Oppidum de Nages-et-Solorgues ; sur la commune du même nom, c'est celui qui a laissé les vestiges archéologiques les plus importants ;
- Oppidum de Roque de Viou, voisin de Nages, sur la commune de Saint-Dionisy ;
- Oppidum de la Liquière, sur le plateau au-dessus du hameau de Sinsans, sur la commune de Calvisson ;
- Oppidum de la Font du Coucou au-dessus de Calvisson ; massif de la Liquière ;
- Oppidum du Roc de Gachone au-dessus de Calvisson et qui porte aujourd'hui trois moulins ;
- Opiddum (probable) du Puech de Monceau entre Congénies et Calvisson avec mention possible d'un des plus anciens moulins à vent de France au début du XIIe siècle ;
- Oppidum de Mauressip ou « Mouressipe », sur la commune de Saint-Côme-et-Maruéjols au sommet duquel on peut voir encore les soubassements d'une tour que l'on dit grecque.

De beaux châteaux médiévaux dominent la plaine Boissières et les ruines de l'ancien château des Nogaret à Calvisson ou encore l'ancien domaine médiéval de Livières, entouré de douves et transformé en mas agricole au XIXe siècle. Les autres châteaux sont plus récents (Château de Caveirac, XVIIe siècle avec ses magnifiques toitures vernissées « à la française » ou sont en fait de très belles bâtisses provençales, des bastides ou de grands mas comme les « châteaux » de Calvisson, de Clarensac, de Saint-Côme, le Château de Langlade. 
Cette région est très marquée par son passé de forte résistance protestante qui la rapproche de la culture cévenole. On note à Congénies la présence d'une (de la) plus ancienne communauté quaker de France (1788), avec une maison d"assemblée et un cimetière à l'anglaise. 
Le chef Camisard Jean Cavalier, au début du XVIIIe siècle, l'appelait la «petite Chanaan », tout comme les Quakers de Congénies au XIXe siècle, qualificatif repris par André Chamson dans la Superbe.   
La tradition taurine et camarguaise de la bouvine est très présente dans les alentours depuis plus de 200 ans.

## Démographie

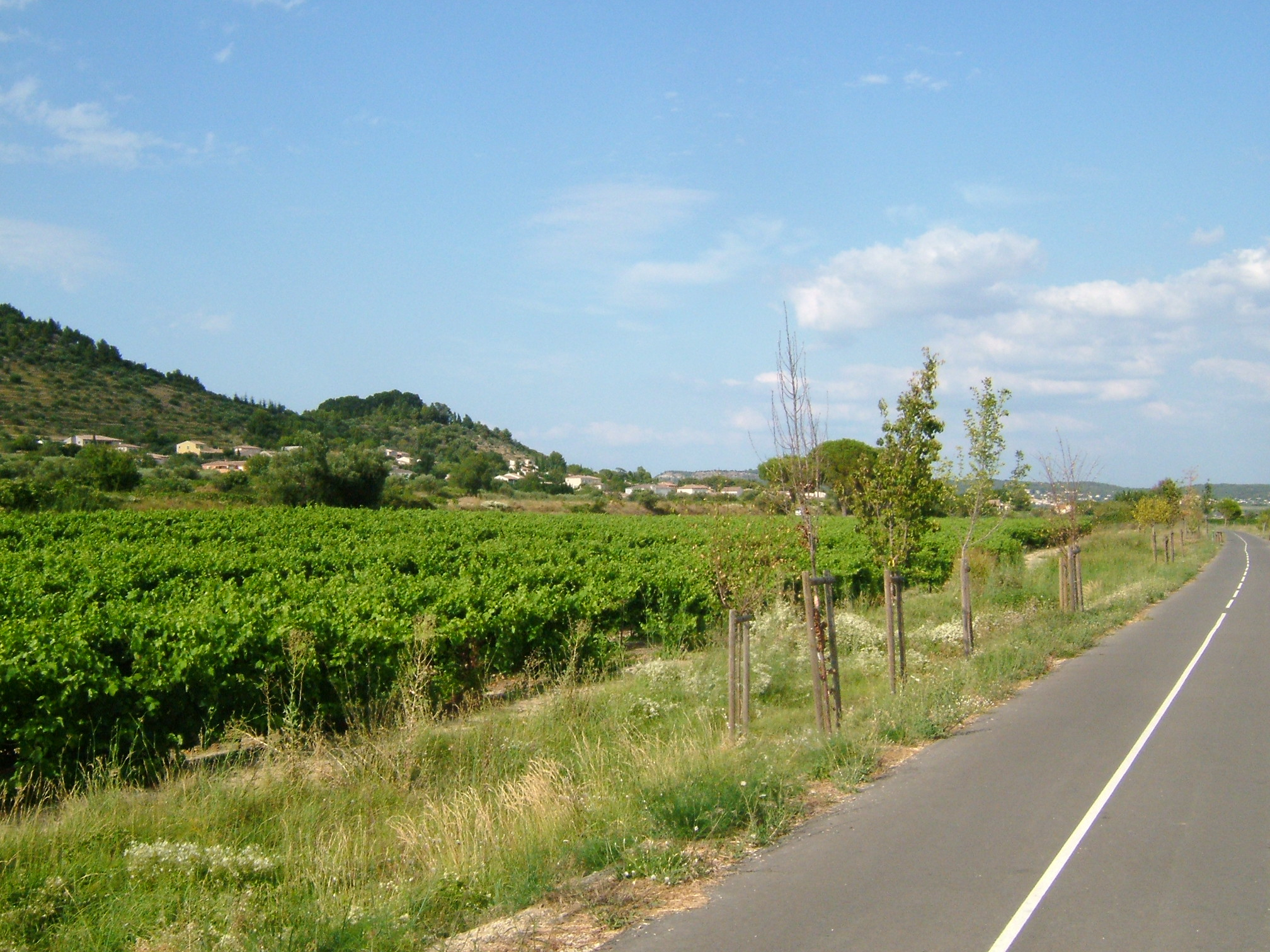
La voie verte de la Vaunage, à hauteur de Calvisson

D'après les derniers recensements (1999, 2005, 2007), la population de la Vaunage est de 18 013 habitants, répartis dans ses neuf communes. Elle est en constante augmentation mais tend désormais à ralentir. Cependant, l'on devrait approcher la barre importante des 20 000 habitants pour ces 9 communes lors du recensement de 2010.  
- Boissières : 481 hab et 380 ha
- Calvisson : 4 588 hab et 2.897 ha
- Caveirac : 3 860 hab et 1 479 ha
- Clarensac : 3 460 hab et 1 449 ha
- Congénies : 1 530 hab et 864 ha
- Langlade : 1 834 hab et 900 ha
- Nages-et-Solorgues : 1 317 hab et 618 ha
- Saint-Côme-et-Maruéjols : 570 hab et 1 400 ha
- Saint-Dionisy : 885 hab et 342 ha

Les neuf communes de la plaine de la Vaunage ont ainsi une superficie d'environ 10 000 hectares.

## Tourisme
Outre la découverte des nombreux sites archéologiques présents en Vaunage, tel l'oppidum de Nages, les visiteurs de cette région ont également la possibilité de la parcourir à pieds ou à vélo. En effet, la voie verte de la Vaunage, créée à partir de 2004 sur le tracé d'une ancienne voie ferrée, s'étend sur 22 km entre les communes de Caveirac et Sommières. Alternant zones urbanisées et garrigues, de nombreux passages boisés et quelques zones de repos ponctuent également le parcours.
Les amateurs de tourisme viticole pourront aussi découvrir le terroir du Vieux Langlade, au château de la commune du même nom.

## Littérature et poésie
Cartulaire de Nîmes (en 955, occitan, cité par Idebert Exbrayat, dans Si la Vaunage m'était contée, Nouvelle Édition, 1992) :
Sé la Vaunagea éro un moton,
Sant Comé en sérié lou rognon.
E poudés passa dés partot,
Sant Donisé en sérié la flou.
(Si la Vaunage était un mouton,
Saint Côme en serait le rognon.
Et vous pouvez passer n'importe où,
Saint Dionisy en serait la fleur.)
Poème sur la Vaunage (Page 30 du livre Voyage autour de la Vaunage de Maurice Aliger, membre de l'Académie de Nîmes. Imprimerie BENE. 1983) :
« Généreuse et opulente Vaunage,
triplement riche
du fruit de l'olivier,
de vins ensoleillés
et de blonds chasselas ;
Vaunage... »

## Personnalités liées
- Tony Dombre
- Gaston Doumergue
- Maurice Agulhon
- Hubert Rouger
- Nimeño II
- Guillaume de Nogaret
- Raymonde Anna Rey
- Maurice Aliger
- Raoul Stéphan
- Jean-Marc Roger, préhistorien, à l'origine de l'Association Maurice-Aliger en 1994

## Sources
- Les Oppida de la Vaunage, du VIIIe au  IIIe siècle av. J.-C. Dossier réalisé par Geneviève Paillet, Hélène Peyre, Ghislaine Richard, sous la dir. de Maryse Clary, avec l'aide scientifique de Michel Py, Editions CNDP, Nîmes, 1986,  (ISBN 9037-60-431-5).

- L'ensemble des ouvrages publiés par l'historien autodidacte Maurice Aliger (1913-1993) dont l'œuvre de recherche est poursuivie par l'association Maurice Aliger depuis 1994 fondée par Jean-Marc Roger.

- « Congénies en Vaunage », sur congenies.canalblog.com (consulté le 1er juin 2015) : blog très documenté sur l'histoire de cette commune vaunageole